# John Andrew Boyle
John Andrew Boyle (* 10. März 1916 in Worcester Park, Surrey; † 19. November 1978 in Manchester) war ein britischer Orientalist. Er war Professor für persische Studien an der Universität Manchester. Zu seinen bekanntesten Werken zählt seine Übersetzung der von Ǧuwainī (in Boyles Schreibung: Juvaini) verfassten Geschichte des Welteneroberers Dschingis Khan.
In der Cambridge History of Iran gab er den Band zu den Seldschuken und der Zeit der Mongolen heraus.

## Schriften

### Als Verfasser
- Grammar of modern Persian (= Porta linguarum orientalium, N.F. Bd. 9). Harrassowitz, Wiesbaden 1966.
- The Mongol World Empire 1206–1370 (Collected studies series, Bd. 58). Variorum Reprints, London 1977, ISBN 0-86078-002-3.

### Als Übersetzer
- 'Ala-ad-Din 'Ata-Malik Juvaini: The history of the world-conqueror. Manchester University Press, Manchester 1958 (2 Bände).
- Rašīd-ad-Dīn Faḍlallāh: The Successors of Genghis Khan. Columbia University Press, New York 1971, UNESCO Collection of Representative Works (Digitalisat).
- The Ilāhī-Nāma or Book of God of Farīd al-Din ʿAṭṭār. Vorwort von Annemarie Schimmel. Manchester University Press, Manchester 1976 (Persian heritage series).

### Als Herausgeber
- The Cambridge history of Iran, Bd. 5: The Saljuq and Mongol periods. Cambridge University Press, Cambridge 1968.